# Liste der innerstaatlichen Abkommen Deutschlands
Die  Liste der innerstaatlichen Abkommen Deutschlands enthält Staatsverträge die zwischen zwei oder mehreren Bundesländern angewandt werden.

## Wesen
In Deutschland verfügen die Länder über eigene Gesetzgebungskompetenzen (vgl. Art 70 ff. GG). Oft werden wirtschaftliche Zusammenarbeit oder Grenzangelegenheiten in solchen Staatsverträgen geregelt.
Verträge zwischen der Bundesrepublik Deutschland und der Deutschen Demokratischen Republik werden hier nicht gelistet.

## Abkommen
Folgende bedeutsame innerdeutsche Verträge wurden bislang geschlossen:

(Die Liste ist nicht vollständig, es fehlen z. B. alle Grenzänderungsverträge)
- 17. März 1986 – Staatsvertrag über Bildschirmtext (BtxStV)
- 31. August 1991 – Rundfunkstaatsvertrag (RStV)
- 31. August 1991 – Rundfunkgebührenstaatsvertrag (RGebStV)
- 1. Januar 1992 – ARD-Staatsvertrag (ARD-StV)
- 1. Januar 1992 – ZDF-Staatsvertrag (ZDF-StV)
- 11. September 1996 – Rundfunkfinanzierungsstaatsvertrag (RFinStV)
- 1. August 1997 – Mediendienste-Staatsvertrag (MDStV)
- 27. Januar 2003 – Staatsvertrag zwischen der Bundesrepublik Deutschland und dem Zentralrat der Juden in Deutschland
- 8. Februar 2003 – Jugendmedienschutz-Staatsvertrag (JMStV)
- 27. April 2004 – Staatsvertrag zum Lotteriewesen in Deutschland (StVL)
- 19. September 2007 – GWK-Abkommen (einschließlich Ausführungsvereinbarung bezüglich MPG, DFG und weiteren Organisationen)
- 1. Januar 2008 – Glücksspielstaatsvertrag (GlüStV)
- 5. Juni 2008 – Staatsvertrag über die Errichtung einer gemeinsamen Einrichtung für Hochschulzulassung
- 20. Juni 2017 – Staatsvertrag über die Organisation eines gemeinsamen Akkreditierungssystems zur Qualitätssicherung in Studium und Lehre an deutschen Hochschulen